# Tineobius
Tineobius is een geslacht van vliesvleugeligen uit de familie Eupelmidae. De wetenschappelijke naam van dit geslacht is voor het eerst geldig gepubliceerd in 1896 door William Harris Ashmead. De typesoort is Tineobius citri.

## Soorten
Het geslacht Tineobius omvat de volgende soorten:
- T. afra (Ferrière, 1938)
- T. ambatomangae (Risbec, 1958)
- T. beenleighi (Girault, 1926)
- T. beharae (Risbec, 1952)
- T. brachartonae (Gahan, 1927)
- T. capensis (Ferrière, 1938)
- T. citri Ashmead, 1896
- T. columbi (Girault, 1923)
- T. decoratus (Ferrière, 1938)
- T. elongatus (Risbec, 1952)
- T. facialis (Boucek, 1988)
- T. gonometae (Ferrière, 1938)
- T. indicus (Ferrière, 1938)
- T. jacobsoni (Ferrière, 1938)
- T. lamborni (Ferrière, 1938)
- T. longfellowi (Girault, 1923)
- T. longicauda (Ferrière, 1938)
- T. montanus (Ferrière, 1938)
- T. multicolor (Girault, 1915)
- T. nassaui (Girault, 1933)
- T. pennisetae (Risbec, 1958)
- T. philippinensis (Ferrière, 1938)
- T. rufescens (Ferrière, 1938)
- T. salomonis (Ferrière, 1938)
- T. seyrigi (Ferrière, 1936)
- T. sidneyi (Girault, 1930)
- T. superbus (Dodd, 1917)